# Theodor Klem
Johannes Theodor Klem (* 20. Januar 1889 in Kristiania; † 15. Juli 1963 in Oslo) war ein norwegischer Ruderer.

## Karriere
Klem nahm 1912 erstmals an den Olympischen Spielen teil und gewann in Stockholm im Vierer mit Steuermann die Bronzemedaille. Acht Jahre später, bei den Spielen 1920 in Antwerpen, sicherte er sich in derselben Disziplin erneut Bronze.